# Sheena, reine de la jungle (série télévisée, 1955)
 (août 2017).
Si vous disposez d'ouvrages ou d'articles de référence ou si vous connaissez des sites web de qualité traitant du thème abordé ici, merci de compléter l'article en donnant les références utiles à sa vérifiabilité et en les liant à la section « Notes et références ».
Pour les articles homonymes, voir Sheena.
Sheena, reine de la jungle (Sheena, Queen of the Jungle) est une série télévisée américaine en 26 épisodes de 30 minutes, créée d'après le personnage féminin de Will Eisner et Jerry Iger et diffusée entre 1955 et 1956 en syndication.
Cette série est inédite dans tous les pays francophones.

## Synopsis
À la suite de la mort de ses parents lors d'un safari, la petite Sheena est laissée à l'abandon dans la jungle. Recueillie par la sorcière d'une tribu africaine, elle apprend à communiquer avec les animaux et combat tous les dangers menaçant la faune et la flore de l'Afrique.

## Distribution

### Acteurs principaux
- Irish McCalla : Sheena
- Chris Drake (en) : Bob Rayburn
- Neal the Chimp : Chim le chimpanzé

## Épisodes
1. Crash in the Jungle
2. Cry Wolf
3. Curse of Voodoo
4. Devil's Mountain
5. The Elephant God (*)
6. Eyes of the Idol (*)
7. Fair Stranger
8. Forbidden Cargo (*)
9. Forbidden Land (*)
10. The Ganyika Kid (*)
11. Hot Treasure
12. Jungle Manhunt
13. Land of the Rogues
14. The Lash (*)
15. The Magic Bag (*)
16. The Sacred River (*)
17. Secret of the Temple (*)
18. The Test (*)
19. Touch of Death (*)
20. Jungle Pursuit (*)
21. The Renegades (*)
22. The Rival Queen (*)
23. The Leopard Men (*)
24. Mark of the Giant
25. Perilous Journey
26. Trade of the Killer

(*) Les épisodes sont disponibles en DVD

## DVD
La série a fait l'objet de plusieurs éditions en Zone 1.

### Zone 1
- États-Unis :

- Sheena: Queen of the Jungle Volume one (Keep Case DVD) sorti le 25 septembre 2007 édité et distribué par Alpha Home Entertainment. Le ratio écran est en 1.33:1 plein écran 4:3. L'audio est en Anglais Mono sans sous-titres et sans bonus. Les épisodes présents sont The Magic Bag, The Lash, The Rival Queen, The Ganyika Kid et The Renegades. Il s'agit d'une édition Toutes zones. (ASIN B000VIPXGM)
- Sheena: Queen of the Jungle Volume Two (Keep Case DVD) sorti le 25 septembre 2007 édité et distribué par Alpha Home Entertainment. Le ratio écran est en 1.33:1 plein écran 4:3. L'audio est en Anglais Mono sans sous-tires et sans bonus. Les épisodes présents sont Eyes of the Idol, Forbidden Cargo, The Secret of the Temple, The Leopard Men et Forbidden Land. Il s'agit d'une édition Toutes zones. (ASIN B000VIPXGW)
- Sheena: Queen of the Jungle Volume Three (Keep Case DVD) sorti le 30 octobre 2007 édité et distribué par Alpha Home Entertainment. Le ratio écran est en 1.33:1 plein écran 4:3/ L'audio est en Anglais Mono sans sous-titres et sans bonus. Les épisodes présents sont Elephant God, Jungle Pursuit, Sacred River, The Test et Touch of Death. Il s'agit d'une édition Toutes zones. (ASIN B000WPJSWE)
- Sheena: Queen of the Jungle Collection - The Original Movie and Complete Series (Coffret 6 DVD) sorti le 15 août 2017 édité et distribué par Mill Creek Entertainment. Le ratio est en 1.33.1 plein écran 4:3. L'audio est en Anglais Mono sans sous-titres. Cinq épisodes de la série des années 50 avec Irish McCalla sur le sixième disque : Touch of Death, The Rival Queen, The Leopard Men, The Renegades et The Sacred River. Il s'agit d'une édition Zone 1 NTSC. (ASIN B071JW91WV)